# Festival della televisione di Monte Carlo
Il Festival della televisione di Monte Carlo è un festival internazionale incentrato sulle produzioni televisive creato nel 1961 da Ranieri III di Monaco, che si svolge ogni anno nel mese di giugno a Monte Carlo nel Principato di Monaco.

## Storia
Creato nel 1961 dal Principe Ranieri III di Monaco "per incoraggiare una nuova forma di arte, al servizio della pace e della comprensione tra gli uomini". Questo progetto ha immediatamente generato interesse internazionale e nel corso degli anni, moltissime personalità hanno composto le giurie che si sono succedute per assegnare riconoscimenti alle migliori produzioni televisive mondiali.
Tuttavia, il festival è diventato un evento a partire dagli anni ottanta, un'occasione per gli appassionati del piccolo schermo e gli addetti ai lavori, per presentare nuove serie televisive, con conferenze, dibattiti e incontri con i protagonisti della scena televisiva internazionale. L'evento è diventato negli anni un "enorme mercato televisivo" punto di incontro dei network europei per l'assegnazioni dei diritti televisivi, simile a quella creata a Cannes nell'ambito del MIPTV (Mercato Internazionale dei Programmi Televisivi).
Il Principe Alberto II di Monaco è Presidente Onorario del festival dal 1988.
Al termine della manifestazione vengono assegnate le Ninfe d'oro, statuette d'oro che riproducono la ninfa Salmace dello scultore monegasco François Joseph Bosio (1768-1845). L'originale è esposto al Louvre di Parigi.

## Selezione ufficiale

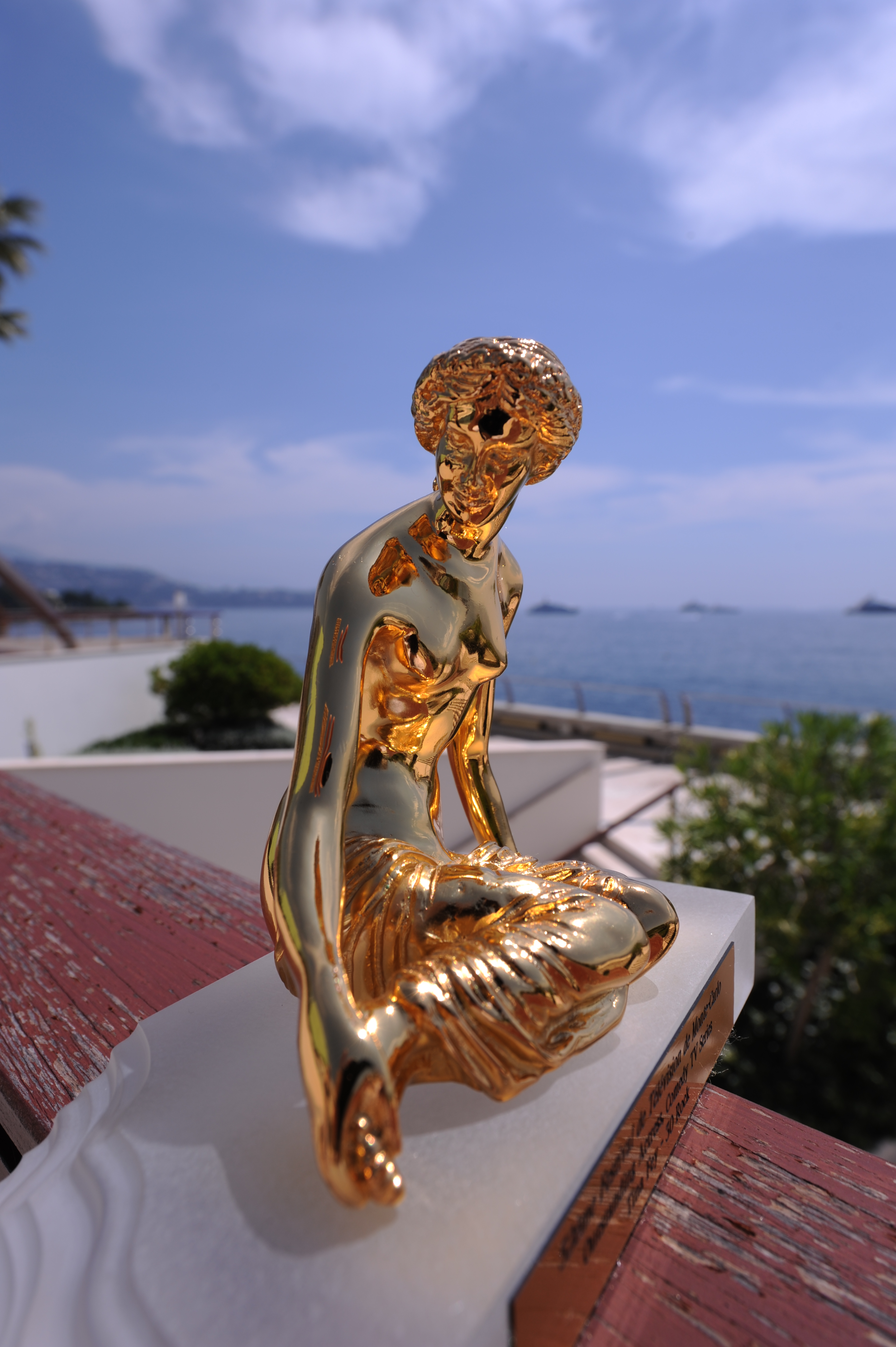
La Ninfa d'oro

Il concorso del Festival della televisione di Monte Carlo premia, con la ninfa d'oro o una selezione di premi speciali, i migliori programmi e attori televisivi in tutto il mondo. Durante tutto il festival, una giuria internazionale di attori e professionisti della televisione visiona tutti i programmi in concorso. Ogni anno, più di 30 paesi sono rappresentati nella competizione, con più di 60 programmi nominati.
Il concorso è aperto a tutte le emittenti, distributori e produttori di programmi televisivi. Il concorso ufficiale è diviso in categorie:

### Fiction
- Serie TV
  - Miglior serie TV - Commedia
  - Miglior attore - Commedia
  - Miglior attrice - Commedia
  - Miglior serie TV - Drama
  - Miglior attore - Drama
  - Miglior attrice - Drama
- Film TV e miniserie TV
  - Miglior programma in forma lunga
  - Miglior attore
  - Miglior attrice

### Attualità
- Documentario - Attualità
- Documentario - Società
- Notiziario 24/24
- Notiziario TV

### Altri premi
- Premio speciale Principe Ranieri III
- Premio del pubblico televisivo internazionale
  - Miglior serie TV - Commedia
  - Miglior serie TV - Drama
  - Miglior telenovela / soap opera
- Premi speciali
  - Premio stampa CICR
  - Premio Croce Rossa di Monaco
  - Premio AMADE
  - Premio SIGNIS - La colomba d'argento
  - Premio URTI